# Keller Group
Die Keller Group plc (LSE: KLR) ist ein geotechnisches Ingenieurunternehmen mit Sitz in London. Es ist an der Londoner Börse gelistet und Teil des FTSE 250 Index.

## Geschichte
Das Unternehmen wurde in den 1950er Jahren als Tiefbauabteilung von GKN plc gegründet. 1960 expandierte es zu einem eigenständigen Pfahl- und Bodenverbesserungsunternehmen und erwarb 1975 das deutsche Unternehmen Johann Keller und nahm diesen Namen an.  1984 kaufte Keller Hayward Baker Inc., ein US-amerikanisches Tiefbauunternehmen. 1990 war es Gegenstand eines von Candover unterstützten Management-Buy-outs von GKN plc und wurde erstmals im Mai 1994 an der Londoner Börse notiert.  Im Jahr 2006 erwarb die Keller Group Anderson Drilling, die Schöpfer und Eigentümer der Bohrinsel Big Stan.
Im Jahr 2007 verkaufte das Unternehmen seine Abteilung für sozialen Wohnungsbau für eine nominelle Gegenleistung; ebenfalls im Jahr 2007 erwarb das Unternehmen die HJ Foundation für 24,5 Millionen £.

## Geschäftsbereiche
Keller ist in drei Geschäftsbereichen tätig und wird von seiner Konzernzentrale unterstützt:
- Nordamerika: Bencor, Case Foundation, Hayward Baker, HJ Foundation, Keller Canada, McKinney Drilling, Suncoast, Moretrench. Mit Wirkung vom 1. Januar 2020 firmierten diese Betriebe alle als Keller und operierten als regionale Teile eines einzigen Unternehmens.[10]
- Europa, Naher Osten und Afrika: Mitteleuropa, Nordosteuropa, Nordwesteuropa, Südosteuropa, Frankreich, französischsprachige Länder, Naher Osten, Spanien und Lateinamerika, Brasilien
- Asien-Pazifik: ASEAN, Indien, Keller Australien und Austral Construction.[11]

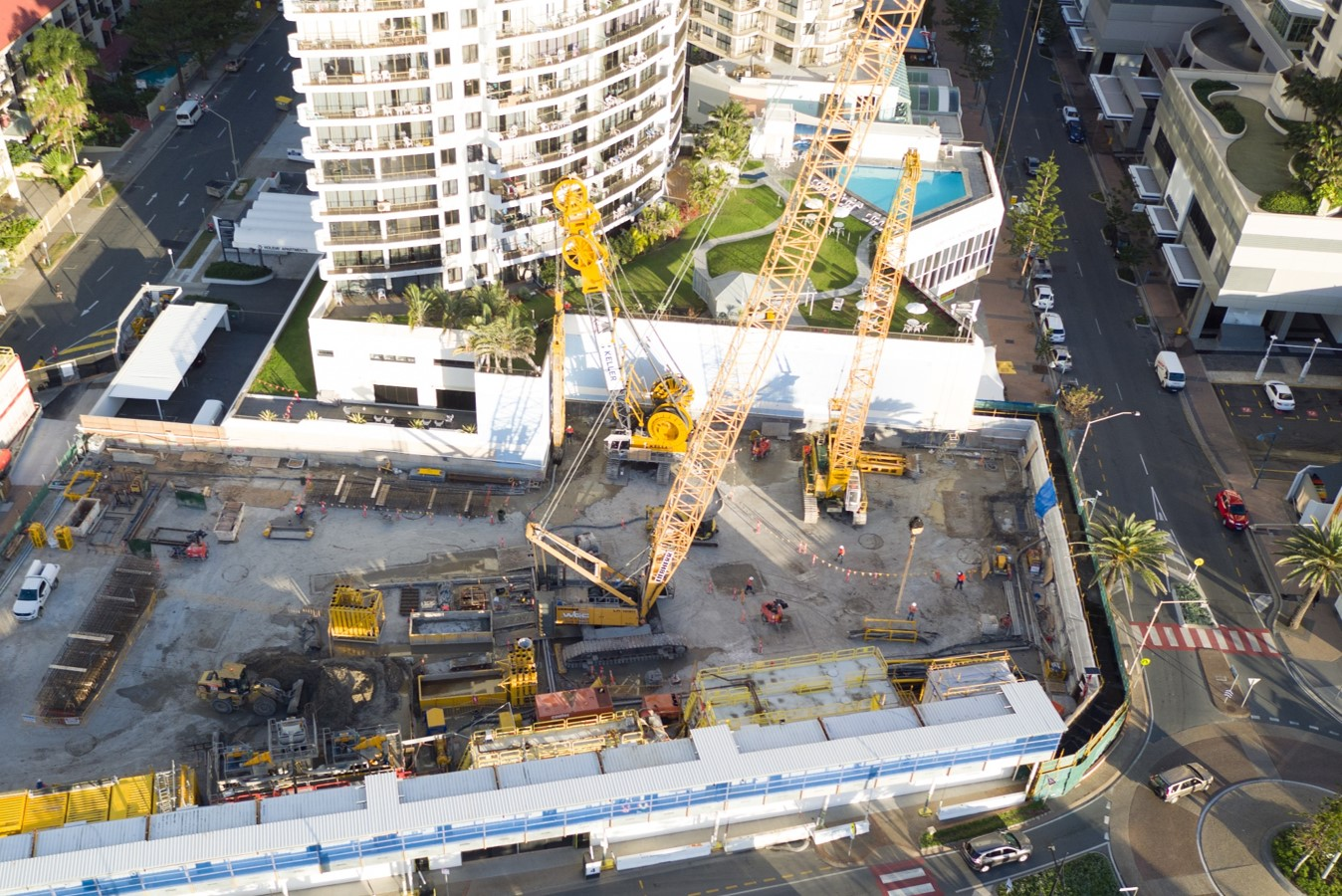
Baustelle von Keller in Australien

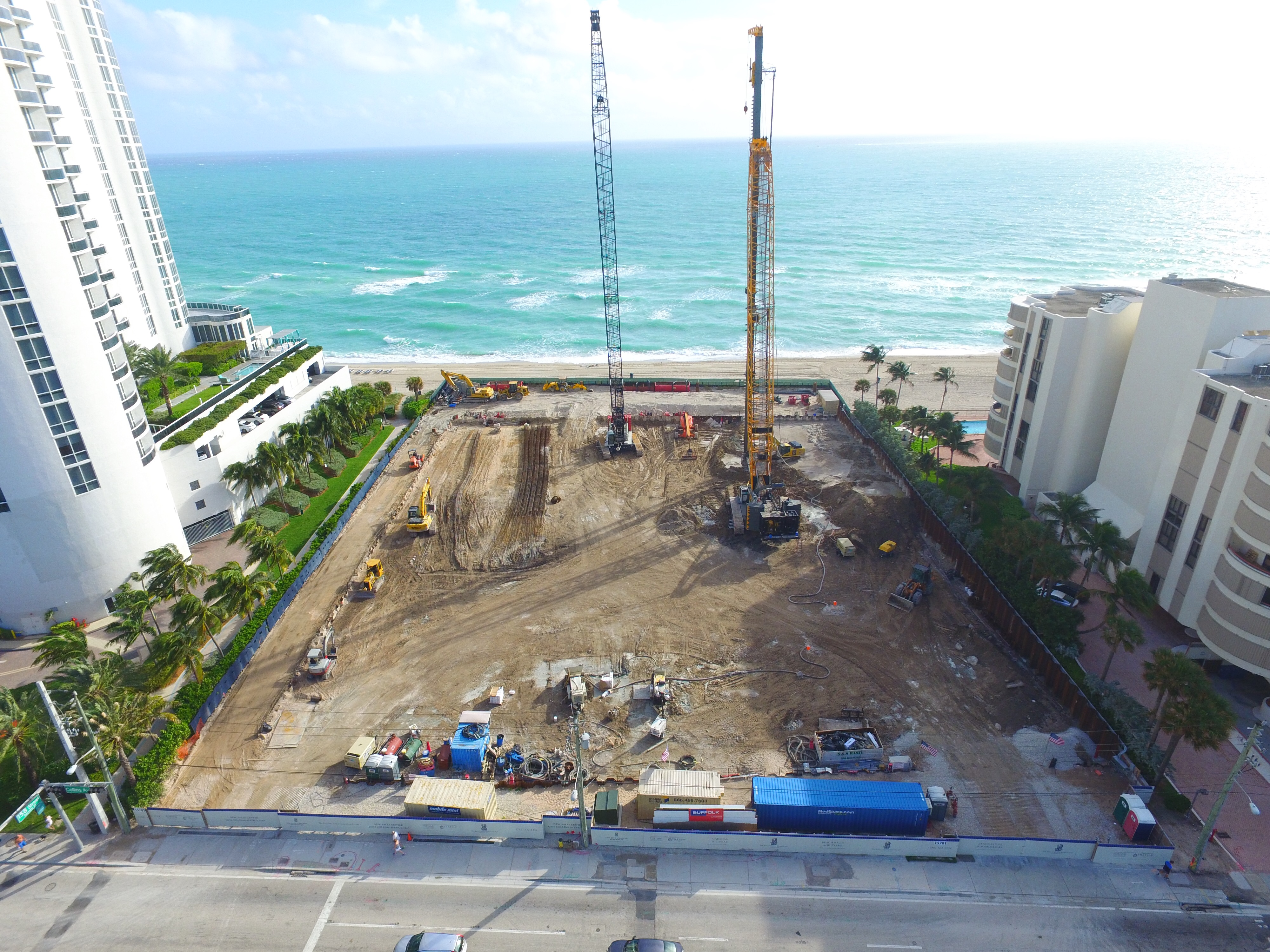
Baustelle in Miami